# 宮島細工
宮島細工(みやじまざいく）は広島県廿日市市宮島町でつくられる、木工品。
広島県の伝統工芸品に指定されている。また、経済産業大臣指定伝統的工芸品にも指定されている。

## 概要
宮島細工は廿日市地区が木材の集積地で、さらに県境付近では森林資源が豊富であるため発展した。
種類は杓子，ロクロ細工，刳物（くりもの）細工，宮島彫りなど多岐にわたる。
木地仕上げが多く，木本来の持ち味を生かし，自然に育まれた木目の色調や手触りを十分に生かしているのが特徴で、水に濡らしてわざと木目を立たせて磨く工程が施されている。ご飯に木のにおいが移らず米粒がつきにくいという使いやすさでも知られる。そのため、宮島の杓子は生産量日本一を誇っている。

## 歴史
宮島細工の始まりには諸説あり、鎌倉時代に京や鎌倉からまねかれた大工や指物師の技術の流れをくんだという説と、江戸時代末期の宮島の僧・誓真（せいしん）が杓子を考案し、土産として売ったことからという説などがある。その後1910年前後（明治末期頃）には優れたろくろ技術を学ぶために全国から300人近い職人が宮島に集結し、技を磨いたと伝えられている昭和57年に伝統工芸品に認定された。